# Cabaret (musical)
Cabaret es un musical con libreto de Joe Masteroff, música de John Kander y letras de Fred Ebb, basado en la obra de teatro I Am a Camera de John Van Druten, que a su vez es una adaptación de la novela Goodbye to Berlin de Christopher Isherwood.
Ambientado en el Berlín de 1929, cuando el nazismo comenzaba a tomar fuerza, el argumento del musical gira en torno al decadente Kit Kat Klub y a la relación de su estrella principal, la cantante inglesa Sally Bowles, con el escritor estadounidense Cliff Bradshaw, quien llega a la ciudad en busca de inspiración para su novela. Otra de las tramas de la obra se centra en el romance otoñal entre Fräulein Schneider, una mujer alemana que regenta la pensión donde se alojan Cliff y Sally, y Herr Schultz, un viudo judío propietario de una frutería, todos ellos observados por los ojos del maestro de ceremonias del Kit Kat Klub. El cabaret sirve como metáfora de los terribles cambios políticos que tuvieron lugar en los últimos días de la República de Weimar.
El espectáculo debutó con gran éxito en 1966, en el Broadhurst Theatre de Broadway, y desde entonces se ha representado en numerosas ocasiones por todo el mundo. En 1972 fue  llevado a la gran pantalla bajo la dirección de Bob Fosse.

## Desarrollo
Sandy Wilson, quien ya había conocido el éxito en los años 50 como autora del musical The Boy Friend, fue la primera en intentar adaptar I Am a Camera a los escenarios de Broadway bajo el título Goodbye to Berlin. Sin embargo, cuando el libreto y la mayoría de la partitura estaban terminados, Wilson se encontró con que el productor David Black no había renovado los derechos sobre las obras de John Van Druten y Christopher Isherwood, y que estos habían sido adquiridos por Harold Prince. Prince encargó a Joe Masteroff la escritura de un nuevo libreto y los dos coincidieron en que la música de Wilson no captaba la esencia del Berlín de finales de los años 20. Así fue como John Kander y Fred Ebb entraron a formar parte del proyecto.
La versión inicial de Masteroff planteaba el espectáculo como una obra dramática, precedida de un prólogo de canciones que describían la atmósfera de Berlín desde varios puntos de vista. Pero cuando Kander y Ebb empezaron a distribuir las canciones entre las diferentes escenas, se dieron cuenta de que la historia podía ser contada siguiendo la estructura de un musical clásico. Parte de estas canciones preliminares fueron sustituidas por otras más relevantes para el argumento y algunos de los personajes originales de Isherwood fueron modificados. Así, el protagonista masculino pasó a ser un escritor estadounidense profesor de inglés, la dueña de la pensión antisemita se convirtió en una mujer tolerante con un pretendiente judío, los dos estudiantes de idiomas fueron suprimidos, y dos personajes nuevos de carácter negativo —la prostituta Fräulein Kost y el nazi Ernst Ludwig— se incorporaron a la trama. El libreto ya no contaba una única historia sino dos: por un lado, la centrada en lo que ocurría en el escenario del sórdido Kit Kat Klub, y por otro, la de la sociedad berlinesa de principios de los años 30.
Tras asistir a uno de los últimos ensayos antes de que la compañía partiese hacia Boston para preestrenar el musical allí, el director y coreógrafo de Broadway Jerome Robbins sugirió que se eliminasen las secuencias que tenía lugar fuera del cabaret, pero Prince ignoró su consejo y decidió mantenerlas. Ya en Boston, Jill Haworth, la actriz que originó el personaje de Sally Bowles, tuvo problemas con su caracterización y recibió críticas porque una rubia con un vestido blanco recordaba más a un baile de graduación que a un decadente club nocturno (finalmente se optó por utilizar una peluca morena).
La puesta en escena de Prince fue algo nunca visto hasta entonces. Mientras los espectadores iban llenando el teatro, el telón estaba ya levantado, mostrando un espacio vacío con tan solo un gran espejo que reflejaba el patio de butacas. Además, el musical no tenía obertura y en su lugar se escuchaba un redoble de tambor seguido del sonido de un platillo. La yuxtaposición de diálogos con canciones y números de cabaret cargados de crítica social también fue un concepto innovador y un tanto desconcertante para el público de la época.

## Producciones

### Broadway
1966
Después de presentarse a modo de prueba en el Shubert Theatre de Boston en octubre de 1966, Cabaret se estrenó oficialmente el 20 de noviembre de ese mismo año en el Broadhurst Theatre de Broadway, protagonizado por Jill Haworth como Sally Bowles, Joel Grey como Emcee, Bert Convy como Cliff Bradshaw, Lotte Lenya como Fräulein Schneider, Jack Gilford como Herr Schultz, Edward Winter como Ernst Ludwig y Peg Murray como Fräulein Kost. El equipo creativo estuvo formado por Harold Prince en la dirección, Ronald Field en la coreografía, Boris Aronson en el diseño de escenografía, Patricia Zipprodt en el diseño de vestuario, Jean Rosenthal en el diseño de iluminación, Harold Hastings en la dirección musical y Don Walker a cargo de las orquestaciones.
Durante el tiempo que se mantuvo en cartel, la producción tuvo tres hogares diferentes: el Broadhurst Theatre entre el 20 de noviembre de 1966 y el 4 de marzo de 1967, el Imperial Theatre entre el 7 de marzo de 1967 y el 2 de octubre de 1968, y el Broadway Theatre entre el 7 de octubre de 1968 y el 6 de septiembre de 1969. En total se llevaron a cabo 1 165 funciones regulares y 21 previas.
1987
Dos décadas después de su estreno original, Cabaret regresó a los escenarios de Broadway con una nueva versión que se representó en el Imperial Theatre (entre el 22 de octubre de 1987 y el 7 de febrero de 1988) y en el Minskoff Theatre (entre el 9 de febrero y el 4 de junio de 1988). Harold Prince volvió a dirigir este montaje, que anteriormente había girado por algunas ciudades estadounidenses y que también contó con coreografía de Ron Field. Una nueva canción titulada «Don't Go» fue añadida para el personaje de Cliff Bradshaw, en sustitución de «Why Should I Wake Up?».
El elenco estuvo encabezado por Joel Grey repitiendo su icónico papel de Emcee (después de haberlo interpretado en la puesta en escena original y en la adaptación cinematográfica de 1972), acompañado de Alyson Reed como Sally Bowles, Gregg Edelman como Cliff Bradshaw, Regina Resnik como Fräulein Schneider, Werner Klemperer como Herr Schultz, David Staller como Ernst Ludwig y Nora Mae Lyng como Fräulein Kost.
1998
Un nuevo revival basado en el que Sam Mendes había dirigido en 1993 para el Donmar Warehouse de Londres debutó el 19 de marzo de 1998 en el antiguo Henry Miller's Theatre de Broadway, renombrado para la ocasión como Kit Kat Klub. En la versión neoyorquina, producida por la Roundabout Theatre Company, Sam Mendes compartió las tareas de dirección con Rob Marshall, quien además creó la coreografía. Alan Cumming, quien ya había dado vida a Emcee en el Donmar Warehouse, volvió a interpretarlo para el estreno en Broadway, junto a Natasha Richardson como Sally Bowles, John Benjamin Hickey como Cliff Bradshaw, Mary Louise Wilson como Fräulein Schneider, Ron Rifkin como Herr Schultz, Denis O'Hare como Ernst Ludwig y Michele Pawk como Fräulein Kost.
A pesar de las similitudes entre las dos producciones, el Cabaret neoyorquino introdujo algunos cambios respecto a su homólogo londinense. El número musical «Two Ladies» contó con un chico travestido en lugar de una de las chicas e incluyó sombras chinescas para simular diferentes posiciones sexuales. La partitura fue reorquestada, añadiendo efectos de sintetizador y ampliando el número de músicos, y todos los instrumentos pasaron a estar tocados por los chicos y chicas del cabaret. «Sitting Pretty», la canción satírica que se burlaba de las penurias económicas de la gente, fue reemplazada por «Money» (en el Donmar Warehouse se había usado un medley de ambas), y «Maybe This Time», otro tema de la película, fue incorporado al libreto. «Married» también sufrió modificaciones y se agregaron varias estrofas en alemán interpretadas por Fräulein Kost, con la misma traducción que ya había sido utilizada en la adaptación cinematográfica.
El 8 de noviembre de 1998, el musical bajó el telón por última vez en el Henry Miller's Theatre y fue trasladado al legendario Studio 54 a partir del 12 de noviembre de ese mismo año, donde permaneció hasta su cierre definitivo el 4 de enero de 2004. En total, este montaje realizó 2 377 funciones regulares y 37 previas, convirtiéndose en el tercer revival de mayor permanencia en cartel de la historia de Broadway, por detrás de Chicago y Oh! Calcutta!. En la edición de los premios Tony de 1998 fue nominado en diez categorías, logrando finalmente los galardones al mejor revival, mejor actor principal (Alan Cumming), mejor actriz principal (Natasha Richardson) y mejor actor de reparto (Ron Rifkin).
2014
El 24 de abril de 2014, la versión de Sam Mendes y Rob Marshall regresó una vez más al Studio 54 de Nueva York, en principio para una temporada limitada de veinticuatro semanas, pero debido a la buena respuesta del público las representaciones fueron prolongadas hasta el 29 de marzo de 2015. Alan Cumming de nuevo como Emcee, Michelle Williams como Sally Bowles, Bill Heck como Cliff Bradshaw, Linda Emond como Fräulein Schneider, Danny Burstein como Herr Schultz, Aaron Krohn como Ernst Ludwig y Gayle Rankin como Fräulein Kost lideraron el elenco original de esta reposición.
2024
Tras su debut en el West End londinense, un montaje inmersivo dirigido por Rebecca Frecknall levantó el telón el 21 de abril de 2024 en el August Wilson Theatre, con Gayle Rankin como Sally Bowles, Eddie Redmayne como Emcee, Ato Blankson-Wood como Cliff Bradshaw, Bebe Neuwirth como Fräulein Schneider, Steven Skybell como Herr Schultz, Henry Gottfried como Ernst Ludwig y Natascia A. Díaz como Fräulein Kost.

### Londres
1968
El éxito obtenido en Nueva York posibilitó el salto a Londres, donde el espectáculo se representó entre 28 de febrero y el 30 de noviembre de 1968 en el Palace Theatre del West End. Las actrices Vanessa Redgrave y Dorothy Tutin, quienes ya habían interpretado a Sally Bowles en la obra de texto I Am a Camera, audicionaron para el papel protagonista, pero finalmente el director Harold Prince se decantó por Judi Dench, a pesar de su falta de experiencia como cantante. El resto del reparto lo completaron Barry Dennen como Emcee, Kevin Colson como Cliff Bradshaw, Lilia Kédrova como Fräulein Schneider, Peter Sallis como Herr Schultz, Richard Owens como Ernst Ludwig y Pamela Strong como Fräulein Kost.
1986
La segunda vez que Cabaret pudo verse en la capital inglesa fue en el Strand Theatre (actual Novello Theatre) entre el 17 de julio de 1986 y el 4 de mayo de 1987, con dirección y coreografía de Gillian Lynne y un elenco encabezado por Kelly Hunter como Sally Bowles, Wayne Sleep como Emcee, Peter Land como Cliff Bradshaw, Vivienne Martin como Fräulein Schneider, Oscar Quitak como Herr Schultz, Rodney Cottam como Ernst Ludwig y Grazina Frame como Fräulein Kost.
1993
Entre el 9 de diciembre de 1993 y el 26 de marzo de 1994, el Donmar Warehouse de Londres presentó una nueva versión dirigida por Sam Mendes y coreografiada por Lea Anderson, con Jane Horrocks como Sally Bowles, Alan Cumming como Emcee, Adam Godley como Cliff Bradshaw, Sara Kestelman como Fräulein Schneider, George Raistrick como Herr Schultz, Michael Gardiner como Ernst Ludwig y Charlotte Medcalf como Fräulein Kost.
Este montaje, que posteriormente daría lugar al exitoso revival neoyorquino de 1998 y a numerosas réplicas por todo el mundo, recibió cuatro nominaciones a los premios Olivier, alzándose finalmente con el galardón a la mejor intérprete de reparto para Sara Kestelman.
Sam Mendes ideó una puesta en escena muy distinta respecto a producciones anteriores. El cambio más significativo fue en el personaje de Emcee, que mientras en la caracterización clásica inmortalizada por Joel Grey era un ser asexuado con las mejillas rosadas y vestido de esmoquin, en la nueva versión se le dotó de una alta carga sexual a través de detalles en su indumentaria como tirantes alrededor de los genitales o maquillaje rojo en los pezones. Otras diferencias importantes fueron las alusiones explícitas a la bisexualidad de Cliff, incluyendo un beso con uno de los chicos del cabaret, y la tétrica secuencia final, en la que un demacrado Emcee se despojaba de su ropa para revelar un uniforme a rayas como los de los prisioneros de los campos de concentración nazis, con un insignia amarilla (la marca para identificar a los judíos), una estrella roja (la marca para identificar a los comunistas y socialistas) y un triángulo rosa (la marca para identificar a los homosexuales). La escena en la que un coro de hombres interpretaba «Tomorrow Belongs to Me» fue reemplazada por otra en la que el maestro de ceremonias hacía sonar un disco con la misma canción en la voz de un niño soprano, y el tema «I Don't Care Much», que había sido añadido en la reposición de Broadway de 1987, fue incorporado al libreto, al igual que «Mein Herr», tomado de la película de 1972.
2006
En 2006, Cabaret regresó a los escenarios londinenses con un montaje producido por Bill Kenwright que se representó en el Lyric Theatre entre el 10 de octubre de 2006 y el 21 de junio de 2008. Rufus Norris fue el director de esta versión que contó con Anna Maxwell Martin como Sally Bowles, James Dreyfus como Emcee, Michael Hayden como Cliff Bradshaw, Sheila Hancock como Fräulein Schneider, Geoffrey Hutchings como Herr Schultz, Andrew Maud como Ernst Ludwig y Harriet Thorpe como Fräulein Kost.
2012
Tras una breve gira por algunas localidades británicas, una nueva producción dirigida también por Rufus Norris realizó una temporada limitada en el Savoy Theatre de Londres entre 3 de octubre de 2012 y el 19 de enero de 2013, con Michelle Ryan como Sally Bowles, Will Young como Emcee, Matt Rawle como Cliff Bradshaw, Siân Phillips como Fräulein Schneider, Linal Haft como Herr Schultz, Nicholas Tizzard como Ernst Ludwig y Harriet Thorpe como Fräulein Kost.
2021
Desde el 15 de noviembre de 2021, el Playhouse Theatre de Londres acoge un montaje inmersivo que se caracteriza por el empleo un escenario circular rodeado de mesas y sillas para sumergir al espectador en el ambiente de un auténtico cabaret berlinés. Con dirección de Rebecca Frecknall y coreografía de Julia Cheng, esa versión estuvo protagonizada en su estreno por Jessie Buckley como Sally Bowles, Eddie Redmayne como Emcee, Omari Douglas como Cliff Bradshaw, Liza Sadovy como Fräulein Schneider, Elliot Levey como Herr Schultz, Stewart Clarke como Ernst Ludwig y Anna-Jane Case como Fräulein Kost.

### México
1980
En 1980, Fernando Junco Garza produjo una puesta en escena que se representó en el Teatro Lírico de Ciudad de México, dirigida por Mary Bettini y protagonizada por Laura Zapata como Sally Bowles, Guillermo Murray, Gustavo Rojo, Amparito Arozamena, Antonio Brillas, Enrique Cahero y Mario Bezares.
2004
Una versión producida por Tina Galindo, Claudio Carrera y Daniela Romo se estrenó el 29 de octubre de 2004 en el Teatro de los Insurgentes de Ciudad de México, con dirección de Felipe Fernández del Paso y un elenco liderado por Itatí Cantoral como Sally Bowles, Luis Roberto Guzmán como Emcee, Carlos de la Mota como Cliff Bradshaw, Raquel Olmedo como Fräulein Schneider, Patricio Castillo como Herr Schultz, Flavio Medina como Ernst Ludwig y Lorena Glinz como Fräulein Kost. Tras cumplir 500 funciones, Cabaret se despidió del Teatro de los Insurgentes el 20 de agosto de 2006 para a continuación embarcarse en una gira por las principales ciudades del país.
2024
El 14 de marzo de 2024, una nueva producción de Tina Galindo, Claudio Carrera, Daniela Romo y Diego Luna levantó el telón en el Teatro de los Insurgentes de Ciudad de México, con Ilse Salas como Sally Bowles, Irene Azuela como Emcee, Gustavo Egelhaaf y Nacho Tahhan como Cliff Bradshaw, Anahí Allué como Fräulein Schneider, Alberto Lomnitz como Herr Schultz, Julián Segura como Ernst Ludwig y Majo Pérez como Fräulein Kost.

### Argentina
1988
En Argentina debutó en 1988 en el Teatro Metropolitan de Buenos Aires, con un montaje que seguía el guion de la adaptación cinematográfica de Bob Fosse en lugar del libreto original de Joe Masteroff. Dirigido por Mario Morgan, en un principio iba a ser protagonizado por Nacha Guevara y Carlos Perciavalle, pero desavenencias entre los dos provocaron la marcha de Guevara y otros miembros de la compañía (entre ellos Hugo Soto). Finalmente, el reparto quedó formado por Andrea Tenuta como Sally Bowles, Carlos Perciavalle como Emcee, Mario Pasik como Brian Roberts, Edward Nutkiewicz como Maximilian von Heune, Juan José Villar como Fritz Wendel y Andrea Bonelli como Natalia Landauer.
2007
En mayo de 2002, la productora CIE tenía previsto llevar a Argentina la versión de Sam Mendes y Rob Marshall, pero la crisis económica que azotaba el país por aquel entonces acabó con el proyecto. Elena Roger (Sally Bowles), Guillermo Angelelli (Emcee), Luz Kerz (Fräulein Schneider) y Salo Pasik (Herr Schultz) habían sido seleccionados para protagonizar este montaje, que debía haber levantado el telón en el Teatro Ópera de Buenos Aires bajo la dirección de B.T. McNicholl.
Cinco años después del primer intento, CIE finalmente consiguió estrenar Cabaret en Argentina, con una nueva puesta en escena dirigida por Ariel del Mastro que pudo verse en el Teatro Astral de Buenos Aires entre el 12 de mayo de 2007 y el 30 de marzo de 2008, en coproducción con Artear y Adrián Suar. El elenco lo encabezaron Alejandra Radano como Sally Bowles (en lugar de la inicialmente prevista Romina Gaetani), Alejandro Paker como Emcee, Marcelo Trepat como Cliff Bradshaw, Luz Kerz como Fräulein Schneider, Juan Carlos Puppo como Herr Schultz, Diego Mariani como Ernst Ludwig y Patricia Echegoyen como Fräulein Kost.
2019
Un nuevo montaje se representó en el Teatro Liceo de Buenos Aires entre el 4 de abril de 2019 y el 15 de marzo de 2020, protagonizado por Florencia Peña como Sally Bowles, Mike Amigorena como Emcee, Juan Manuel Guilera como Cliff Bradshaw, Graciela Pal como Fräulein Schneider, Enrique Cragnolino como Herr Schultz, Rodrigo Pedreira como Ernst Ludwig y Alejandra Perlusky como Fräulein Kost. RGB Entertainment produjo esta puesta en escena que dirigió Alberto Negrín. En un principio estaba previsto que las funciones se prolongasen hasta abril de 2020, pero el cierre tuvo que ser adelantado debido a la pandemia de COVID-19.

### España
1992
Entre el 10 de julio y el 9 de agosto de 1992, el director francés Jérôme Savary presentó su propia versión de Cabaret en el Teatre Novedades de Barcelona, como parte de la programación del Festival Olimpic de les Arts y en coproducción con el Teatre Principal de Valencia y el Teatro Arriaga de Bilbao. Este montaje fue el mismo que Savary había estrenado seis años antes en Francia y que le valió los premios Molière al mejor musical y a la mejor artista revelación (Ute Lemper). El equipo creativo incluía a Jean Moussy en la coreografía, Michel Lebois en el diseño de escenografía, Michel Dussarat en el diseño de vestuario y Alain Poisson en el diseño de iluminación. La dirección musical en Barcelona corrió a cargo de Santiago Pérez y el texto fue adaptado al catalán por Àlvar Valls i Oliva y Begoña Barrena.
En un principio, la intención era traer todo el reparto de fuera, pero finalmente se optó por una compañía local en la que solo repitió Michel Dussarat como Emcee. El resto del elenco lo completaron Nina como Sally Bowles, Ramon Madaula como Cliff Bradshaw, Silvia Tortosa como Fräulein Schneider, Ovidi Montllor como Herr Schultz, Víctor Pi como Ernst Ludwig y Mireia Ros como Fräulein Kost.
Tras su estancia en Barcelona, el espectáculo realizó una pequeña gira nacional (con adaptación al castellano de Joe Luciano) que incluyó una parada en el Teatro de Madrid entre el 4 y el 28 de febrero de 1993.
2003
En 2003, Cabaret regresó a la cartelera española de la mano de CIE y Stage Entertainment, que por aquel entonces estaban asociadas bajo el nombre CIE Stage Holding. La producción fue un reflejo del revival que Sam Mendes y Rob Marshall habían estrenado en Broadway en 1998, y contó con un equipo artístico internacional formado por B.T. McNicholl en la dirección, Susan Taylor en la coreografía, Alberto Negrín en el diseño de escenografía, Fabián Luca en el diseño de vestuario, Ariel del Mastro en el diseño de iluminación y Gastón Briski en el diseño de sonido. El libreto y las letras fueron adaptados al castellano por Gonzalo Demaría y Jaime Azpilicueta respectivamente, mientras que Moira Chapman se hizo cargo de la dirección residente y Alberto Favero se puso al frente de la orquesta.
La première tuvo lugar el 15 de octubre de 2003 en el Nuevo Teatro Alcalá de Madrid, que fue trasformado para la ocasión en un verdadero night club con mesas y sillas en lugar de un patio de butacas convencional. El reparto lo lideraron Natalia Millán como Sally Bowles, Asier Etxeandia como Emcee, Manuel Bandera como Cliff Bradshaw, Patricia Clark como Fräulein Schneider, Emilio Alonso como Herr Schultz, Manuel Rodríguez como Ernst Ludwig y Marta Valverde como Fräulein Kost.
Después de 33 meses de éxito y más de 900 000 espectadores, Cabaret se despidió de Madrid el 16 de julio de 2006 y a continuación inició un tour nacional que dio comienzo el 17 de agosto de 2006 en el Teatro Arriaga de Bilbao y terminó el 15 de septiembre de 2007 en el Auditorio de Cáceres. Una vez concluida la gira, el musical se instaló en el Teatre Apolo de Barcelona a partir del 26 de septiembre de 2007 para realizar una temporada limitada de cuatro meses, pero debido a la gran acogida del público las representaciones se prolongaron hasta el 27 de abril de 2008.
Entre Madrid, Barcelona y el tour nacional, este montaje de Cabaret alcanzó las 1 588 funciones y fue visto por aproximadamente un millón y medio de espectadores durante los casi cinco años que se mantuvo en cartel, convirtiendo a España en el país fuera del circuito anglosajón donde más éxito ha tenido este título.
2015
El 1 de octubre de 2015 se estrenó una nueva versión en el Teatro Rialto de la Gran Vía madrileña, dirigida por Jaime Azpilicueta y protagonizada por Cristina Castaño como Sally Bowles, Edu Soto como Emcee, Daniel Muriel como Cliff Bradshaw, Marta Ribera como Fräulein Schneider, Enrique R. del Portal como Herr Schultz, Víctor Díaz como Ernst Ludwig y Pepa Lucas como Fräulein Kost. SOM Produce, en asociación con Robin de Levita y B2B, fueron los artífices de este montaje, que buscó diferenciarse de sus predecesores planteando el cabaret como un espacio lujoso, alejado de la sordidez y la decadencia que habitualmente caracterizan a otras puestas en escena.
Además de la dirección de Azpilicueta, la producción también contó con coreografía y dirección residente de Federico Barrios, diseño de escenografía de Ricardo Sánchez Cuerda, diseño de vestuario de Antonio Belart, diseño de iluminación de Juanjo Llorens, diseño de sonido de Gastón Briski y dirección musical de Raúl Patiño. El libreto y las letras fueron adaptados al castellano por el propio Azpilicueta a partir de la de versión de 2003, pero introduciendo algunas variaciones. Otros cambios significativos fueron la omisión del número musical «Mein Herr», el añadido de un coro de nazis en la primera parte de «Tomorrow Belongs to Me», la participación de Sally en «Money» o la inclusión de un medley final a cargo de todos los personajes principales.
Cabaret dijo adiós a Madrid el 12 de junio de 2016 y a continuación se embarcó en un tour por España que dio comienzo el 14 de septiembre de 2016 en el Auditorio y Palacio de Congresos Mar de Vigo y concluyó el 9 de julio de 2017 en el Teatro Cuyás de Las Palmas de Gran Canaria. Tras finalizar la gira y como cierre definitivo, el espectáculo recaló en el Teatre Victoria de Barcelona entre el 4 de octubre de 2017 y el 11 de febrero de 2018, con la incorporación de 3xtr3s al equipo de productores.
En total, este montaje de Cabaret fue visto por 442 000 espectadores durante las 743 funciones que se llevaron a cabo.
2025
LetsGo Company ha anunciado el regreso de Cabaret a los escenarios españoles con una producción inmersiva que levantará el telón el 24 de septiembre de 2025 en el Teatro Albéniz de Madrid.

### Otras producciones
Cabaret se ha representado en más de 50 países a lo largo de todo el mundo, incluyendo Alemania, Argentina, Australia, Austria, Brasil, Bulgaria, Canadá, Chile, Colombia, Corea del Sur, Costa Rica, España, Estados Unidos, Francia, Grecia, Hungría, Irlanda, Israel, Italia, Japón, Malasia, México, Nueva Zelanda, Países Bajos, Perú, Puerto Rico, Reino Unido, Serbia, Sudáfrica, Suecia y Venezuela, y ha sido traducido a multitud de idiomas.
En Estados Unidos ha salido a la carretera en varias ocasiones. El primer tour nacional arrancó en 1967 y recorrió ciudades como New Haven, Los Ángeles, Cleveland, San Francisco, Baltimore, Atlanta o Dallas, con un elenco encabezado por Melissa Hart como Sally Bowles, Robert Salvio como Emcee, Gene Rupert como Cliff Bradshaw, Signe Hasso como Fräulein Schneider, Leo Fuchs como Herr Schultz, David Rounds como Ernst Ludwig y Catherine Gaffigan como Fräulein Kost.
En 1996, la emisora británica BBC Radio 2 retrasmitió un concierto radiofónico desde el Golders Green Hippodrome de Londres, protagonizado por Claire Burt como Sally Bowles, Steven Berkoff como Emcee, Alex Hanson como Cliff Bradshaw, Rosemary Leach como Fräulein Schneider y Keith Michell como Herr Schultz.
A raíz del éxito obtenido en Nueva York por la versión de Sam Mendes y Rob Marshall, una producción en paralelo se embarcó en una gira norteamericana que arrancó el 3 de marzo de 1999 en el Wilshire Theatre de Los Ángeles, con Teri Hatcher como Sally Bowles, Norbert Leo Butz como Emcee, Rick Holmes como Cliff Bradshaw, Barbara Andres como Fräulein Schneider, Dick Latessa como Herr Schultz, Andy Taylor como Ernst Ludwig y Jeanie Morick como Fräulein Kost. En 2004, el tour dio el salto a Asia y pudo verse en Corea del Sur y Japón.
En Perú se representó entre el 13 de mayo y el 21 de junio de 2009 en el Teatro Segura de Lima, para después ser transferido al Teatro Marsano entre el 1 de octubre y el 30 de noviembre de ese mismo año. Dirigida por Mateo Chiarella Viale, la compañía estuvo liderada por Gisela Ponce de León como Sally Bowles, Marco Zunino como Emcee, Raúl Zuazo como Cliff Bradshaw, Elena Romero como Fräulein Schneider, Enrique Collantes como Herr Schultz, Eduardo Camino como Ernst Ludwig y Denisse Dibós como Fräulein Kost, quien además fue la productora del espectáculo.
Entre el 28 de abril y el 15 de mayo de 2011, el Teatro Municipal de Las Condes de Santiago de Chile acogió una puesta en escena protagonizada por Daniela Lhorente como Sally Bowles, Francisco Medina como Emcee, Matías Oviedo como Cliff Bradshaw, Cecilia Cucurella como Fräulein Schneider, Humberto Gallardo como Herr Schultz, César Sepúlveda como Ernst Ludwig y Lorene Prieto como Fräulein Kost. Posteriormente, este mismo montaje se repuso en el Teatro Oriente entre el 13 y el 23 de octubre de 2011.

## Adaptación cinematográfica
En 1972, Cabaret fue llevado a la gran pantalla bajo la dirección de Bob Fosse. El guion fue escrito por Jay Presson Allen, quien introdujo numerosos cambios en el libreto original de Joe Masteroff, modificando drásticamente la historia y los personajes, eliminando gran parte de los números musicales y añadiendo otros nuevos como «Mein Herr», «Money» o «Maybe This Time». Protagonizada por Liza Minnelli como Sally Bowles, Joel Grey como Emcee, Michael York como Brian Roberts, Helmut Griem como Maximilian von Heune, Fritz Wepper como Fritz Wendel y Marisa Berenson como Natalia Landauer, la película fue aclamada por la crítica y recibió ocho premios Óscar.

## Personajes
| Personaje                 | Descripción                                                                        |
| Sally Bowles              | Una flapper británica, cantante principal del Kit Kat Klub.                        |
| Emcee                     | El extravagante y lascivo maestro de ceremonias del Kit Kat Klub.                  |
| Clifford «Cliff» Bradshaw | Un escritor estadounidense que llega a Berlín buscando inspiración para su novela. |
| Fräulein Schneider        | Una mujer alemana que regenta la pensión donde se alojan Cliff y Sally.            |
| Herr Schultz              | Un viudo judío dueño de una frutería, pretendiente de Fräulein Schneider.          |
| Ernst Ludwig              | Un contrabandista alemán que se hace amigo de Cliff cuando este llega a Berlín.    |
| Fräulein Kost             | Una prostituta alemana que vive en la pensión de Fräulein Schneider.               |

## Números musicales
El listado de canciones de Cabaret ha ido variando a lo largo de los años y de las diferentes producciones que se han ido estrenando. A continuación se incluye una relación de todos los números musicales que en algún momento han formado parte del espectáculo:
| Acto I - «Willkommen» - «So What?» - «Telephone Song»/«Telephone Dance» (a) - «Don't Tell Mama» - «Mein Herr» (b) - «Perfectly Marvelous» - «Two Ladies» - «It Couldn't Please Me More (A Pineapple)» - «Tomorrow Belongs to Me» - «Why Should I Wake Up?» (a) - «Don't Go» (c) - «Maybe This Time» (b) - «Sitting Pretty» (d) - «Money» (b) - «Married» (e) - «Meeskite» (a) - «Tomorrow Belongs to Me (Reprise)» | Acto II - «Entr'acte»/«Kickline» - «Married (Reprise)» (f) - «If You Could See Her (The Gorilla Song)» - «What Would You Do?» - «I Don't Care Much» (g) - «Cabaret» - «Willkommen (Reprise)»/«Finale Ultimo» |

(a) Suprimida en las producciones actuales
(b) Canción de la adaptación cinematográfica de 1972 presente en las producciones actuales
(c) Escrita para el revival neoyorquino de 1987 en sustitución de «Why Should I Wake Up?»
(d) Reemplazada por «Money» en las producciones actuales (en el revival neoyorquino de 1987 se utilizó una combinación de ambas)
(e) En algunas producciones incluye fragmentos en alemán tomados de la adaptación cinematográfica de 1972
(f) Suprimida en algunas producciones
(g) Presente en las producciones actuales desde el revival neoyorquino de 1987

## Repartos originales

### Broadway
| Personaje          | Broadway (1966) | Broadway (1987)  | Broadway (1998)      | Broadway (2014)   | Broadway (2024)   |
| Sally Bowles       | Jill Haworth    | Alyson Reed      | Natasha Richardson   | Michelle Williams | Gayle Rankin      |
| Emcee              | Joel Grey       | Joel Grey        | Alan Cumming         | Alan Cumming      | Eddie Redmayne    |
| Cliff Bradshaw     | Bert Convy      | Gregg Edelman    | John Benjamin Hickey | Bill Heck         | Ato Blankson-Wood |
| Fräulein Schneider | Lotte Lenya     | Regina Resnik    | Mary Louise Wilson   | Linda Emond       | Bebe Neuwirth     |
| Herr Schultz       | Jack Gilford    | Werner Klemperer | Ron Rifkin           | Danny Burstein    | Steven Skybell    |
| Ernst Ludwig       | Edward Winter   | David Staller    | Denis O'Hare         | Aaron Krohn       | Henry Gottfried   |
| Fräulein Kost      | Peg Murray      | Nora Mae Lyng    | Michele Pawk         | Gayle Rankin      | Natascia A. Díaz  |

### Londres
| Personaje          | West End (1968) | West End (1986) | Donmar Warehouse (1993) | West End (2006)     | West End (2012)  | West End (2021) |
| Sally Bowles       | Judi Dench      | Kelly Hunter    | Jane Horrocks           | Anna Maxwell Martin | Michelle Ryan    | Jessie Buckley  |
| Emcee              | Barry Dennen    | Wayne Sleep     | Alan Cumming            | James Dreyfus       | Will Young       | Eddie Redmayne  |
| Cliff Bradshaw     | Kevin Colson    | Peter Land      | Adam Godley             | Michael Hayden      | Matt Rawle       | Omari Douglas   |
| Fräulein Schneider | Lilia Kédrova   | Vivienne Martin | Sara Kestelman          | Sheila Hancock      | Siân Phillips    | Liza Sadovy     |
| Herr Schultz       | Peter Sallis    | Oscar Quitak    | George Raistrick        | Geoffrey Hutchings  | Linal Haft       | Elliot Levey    |
| Ernst Ludwig       | Richard Owens   | Rodney Cottam   | Michael Gardiner        | Andrew Maud         | Nicholas Tizzard | Stewart Clarke  |
| Fräulein Kost      | Pamela Strong   | Grazina Frame   | Charlotte Medcalf       | Harriet Thorpe      | Harriet Thorpe   | Anna-Jane Casey |

### América Latina
| Personaje          | Ciudad de México (2004) | Buenos Aires (2007) | Buenos Aires (2019) | Ciudad de México (2024)       |
| Sally Bowles       | Itatí Cantoral          | Alejandra Radano    | Florencia Peña      | Ilse Salas                    |
| Emcee              | Luis Roberto Guzmán     | Alejandro Paker     | Mike Amigorena      | Irene Azuela                  |
| Cliff Bradshaw     | Carlos de la Mota       | Marcelo Trepat      | Juan Manuel Guilera | Gustavo Egelhaaf Nacho Tahhan |
| Fräulein Schneider | Raquel Olmedo           | Luz Kerz            | Graciela Pal        | Anahí Allué                   |
| Herr Schultz       | Patricio Castillo       | Juan Carlos Puppo   | Enrique Cragnolino  | Alberto Lomnitz               |
| Ernst Ludwig       | Flavio Medina           | Diego Mariani       | Rodrigo Pedreira    | Julián Segura                 |
| Fräulein Kost      | Lorena Glinz            | Patricia Echegoyen  | Alejandra Perlusky  | Majo Pérez                    |

Reemplazos destacados en la producción mexicana de 2004
- Sally Bowles: Tiaré Scanda, Kika Edgar, Chantal Andere
- Emcee: Bruno Bichir
- Fräulein Schneider: Olivia Bucio
- Herr Schultz: Gustavo Rojo

Reemplazos destacados en la producción argentina de 2007
- Sally Bowles: Karina K
- Fräulein Kost: Laura Silva

Reemplazos destacados en la producción mexicana de 2024
- Sally Bowles: Cassandra Sánchez Navarro, Itatí Cantoral, Kika Edgar, Lisset, Mon Laferte
- Emcee: Flavio Medina, Bruno Bichir
- Cliff Bradshaw: Julián Segura
- Fräulein Schneider: Gicela Sehedi
- Herr Schultz: Luis Miguel Lombana
- Ernst Ludwig: Armando Arrocha
- Fräulein Kost: Gicela Sehedi

### España
| Personaje          | Barcelona (1992) | Madrid (2003)    | Madrid (2015)         | Madrid (2025) |
| Sally Bowles       | Nina             | Natalia Millán   | Cristina Castaño      | Amanda Digón  |
| Emcee              | Michel Dussarat  | Asier Etxeandia  | Edu Soto              | Abril Zamora  |
| Cliff Bradshaw     | Ramon Madaula    | Manuel Bandera   | Daniel Muriel         | Pepe Nufrio   |
| Fräulein Schneider | Silvia Tortosa   | Patricia Clark   | Marta Ribera          | Carmen Conesa |
| Herr Schultz       | Ovidi Montllor   | Emilio Alonso    | Enrique R. del Portal | Tony River    |
| Ernst Ludwig       | Víctor Pi        | Manuel Rodríguez | Víctor Díaz           | Gonzalo Ramos |
| Fräulein Kost      | Mireia Ros       | Marta Valverde   | Pepa Lucas            | Pepa Lucas    |

Reemplazos destacados en la producción española de 1992
- Cliff Bradshaw: Marc Martínez

Reemplazos destacados en la producción española de 2003
- Sally Bowles: Marta Ribera
- Emcee: Armando Pita, Víctor Massán
- Cliff Bradshaw: Jesús Cabrero, Iván Campillo
- Herr Schultz: Paco Lahoz
- Fräulein Kost: María Blanco, Amparo Saizar

Reemplazos destacados en la producción española de 2015
- Sally Bowles: María Adamuz, Teresa Abarca, Elena Gadel
- Emcee: Armando Pita, Ivan Labanda
- Cliff Bradshaw: Alejandro Tous, Bernat Mestre
- Fräulein Schneider: Amparo Saizar
- Fräulein Kost: Teresa Abarca

## Grabaciones
Existen multitud de álbumes interpretados por los elencos de los diferentes montajes que se han estrenado a lo largo de todo el mundo, además de la banda sonora de la película de 1972 y numerosas versiones de estudio.
La primera grabación que se realizó fue la del reparto original de Broadway. Publicada en 1966 por Columbia Records, presenta algunos cortes por motivos de espacio en canciones como «The Money Song (Sitting Pretty)», mientras que otras son directamente omitidas. En la reedición de 1998 se añadió como material extra algunas maquetas interpretadas por los propios Kander y Ebb de temas que habían sido descartados. El álbum del elenco original de Londres también fue grabado y editado por CBS en 1968.
Pero la versión más conocida es sin duda la banda sonora de la adaptación cinematográfica protagonizada por Liza Minnelli y Joel Grey, a pesar de que para la película gran parte del material sufrió importantes cambios y seis canciones de la producción teatral fueron suprimidas.
En 1993, el sello Jay Records editó un doble álbum interpretado por un reparto de estudio con prácticamente la totalidad de la partitura, incluyendo las canciones escritas para la película y los diferentes revivals posteriores, música incidental y temas instrumentales que no es habitual encontrar en otras grabaciones. Entre las voces que se pueden escuchar en este disco están las de Maria Friedman como Sally Bowles, Jonathan Pryce como Emcee, Gregg Edelman como Cliff Bradshaw, Judi Dench como Fräulein Schneider, Fred Ebb como Herr Schultz, Marcus Allen Cooper como Ernst Ludwig y Caroline O'Connor como Fräulein Kost.
La producción española de 2003 también contó con su propia grabación, que fue llevada a cabo en directo en el Nuevo Teatro Alcalá de Madrid un año después del estreno, por lo que el papel de Fräulein Kost en este álbum está interpretado por María Blanco en lugar de por Marta Valverde, que fue quien originó el personaje. Además, cuando el montaje se embarcó en un gira nacional en 2006, el nuevo elenco encabezado por Marta Ribera (Sally Bowles) y Víctor Masán (Emcee) grabó los temas «Cabaret» y «Willkommen» con fines promocionales.

## Premios y nominaciones

### Producción original de Broadway
| Año  | Premio                               | Categoría                             | Nominado              | Resultado |
| ---- | ------------------------------------ | ------------------------------------- | --------------------- | --------- |
| 1967 | Tony Award                           | Mejor musical                         | Mejor musical         | Ganador   |
| 1967 | Tony Award                           | Mejor música original                 | John Kander, Fred Ebb | Ganadores |
| 1967 | Tony Award                           | Mejor actor principal en un musical   | Jack Gilford          | Nominado  |
| 1967 | Tony Award                           | Mejor actriz principal en un musical  | Lotte Lenya           | Nominada  |
| 1967 | Tony Award                           | Mejor actor de reparto en un musical  | Joel Grey             | Ganador   |
| 1967 | Tony Award                           | Mejor actor de reparto en un musical  | Edward Winter         | Nominado  |
| 1967 | Tony Award                           | Mejor actriz de reparto en un musical | Peg Murray            | Ganadora  |
| 1967 | Tony Award                           | Mejor dirección en un musical         | Harold Prince         | Ganador   |
| 1967 | Tony Award                           | Mejor coreografía                     | Ron Field             | Ganador   |
| 1967 | Tony Award                           | Mejor diseño de escenografía          | Boris Aronson         | Ganador   |
| 1967 | Tony Award                           | Mejor diseño de vestuario             | Patricia Zipprodt     | Ganadora  |
| 1967 | New York Drama Critics' Circle Award | Mejor musical                         | Mejor musical         | Ganador   |
| 1967 | Outer Critics Circle Award           | Mejor musical                         | Mejor musical         | Ganador   |

### Producción de Broadway de 1987
| Año  | Premio           | Categoría                             | Nominado                    | Resultado |
| ---- | ---------------- | ------------------------------------- | --------------------------- | --------- |
| 1987 | Tony Award       | Mejor revival de un musical           | Mejor revival de un musical | Nominado  |
| 1987 | Tony Award       | Mejor actor de reparto en un musical  | Werner Klemperer            | Nominado  |
| 1987 | Tony Award       | Mejor actriz de reparto en un musical | Alyson Reed                 | Nominada  |
| 1987 | Tony Award       | Mejor actriz de reparto en un musical | Regina Resnik               | Nominada  |
| 1987 | Drama Desk Award | Mejor revival de un musical           | Mejor revival de un musical | Nominado  |
| 1987 | Drama Desk Award | Mejor actor en un musical             | Joel Grey                   | Nominado  |
| 1987 | Drama Desk Award | Mejor dirección en un musical         | Harold Prince               | Nominado  |

### Producción de Londres de 1993
| Año  | Premio        | Categoría                                 | Nominado                    | Resultado |
| ---- | ------------- | ----------------------------------------- | --------------------------- | --------- |
| 1994 | Olivier Award | Mejor revival de un musical               | Mejor revival de un musical | Nominado  |
| 1994 | Olivier Award | Mejor actor en un musical                 | Alan Cumming                | Nominado  |
| 1994 | Olivier Award | Mejor intérprete de reparto en un musical | Sara Kestelman              | Ganadora  |
| 1994 | Olivier Award | Mejor dirección en un musical             | Sam Mendes                  | Nominado  |

### Producción de Broadway de 1998
| Año  | Premio                               | Categoría                             | Nominado                          | Resultado |
| ---- | ------------------------------------ | ------------------------------------- | --------------------------------- | --------- |
| 1998 | Tony Award                           | Mejor revival de un musical           | Mejor revival de un musical       | Ganador   |
| 1998 | Tony Award                           | Mejor actor principal en un musical   | Alan Cumming                      | Ganador   |
| 1998 | Tony Award                           | Mejor actriz principal en un musical  | Natasha Richardson                | Ganadora  |
| 1998 | Tony Award                           | Mejor actor de reparto en un musical  | Ron Rifkin                        | Ganador   |
| 1998 | Tony Award                           | Mejor actriz de reparto en un musical | Mary Louise Wilson                | Nominada  |
| 1998 | Tony Award                           | Mejor dirección en un musical         | Sam Mendes, Rob Marshall          | Nominados |
| 1998 | Tony Award                           | Mejor coreografía                     | Rob Marshall                      | Nominado  |
| 1998 | Tony Award                           | Mejores orquestaciones                | Michael Gibson                    | Nominado  |
| 1998 | Tony Award                           | Mejor diseño de vestuario             | William Ivey Long                 | Nominado  |
| 1998 | Tony Award                           | Mejor diseño de iluminación           | Peggy Eisenhauer, Mike Baldassari | Nominados |
| 1998 | Drama Desk Award                     | Mejor revival de un musical           | Mejor revival de un musical       | Ganador   |
| 1998 | Drama Desk Award                     | Mejor actor en un musical             | Alan Cumming                      | Ganador   |
| 1998 | Drama Desk Award                     | Mejor actriz en un musical            | Natasha Richardson                | Ganadora  |
| 1998 | Drama Desk Award                     | Mejor actriz de reparto en un musical | Michele Pawk                      | Nominada  |
| 1998 | Drama Desk Award                     | Mejor dirección en un musical         | Sam Mendes, Rob Marshall          | Nominados |
| 1998 | Drama Desk Award                     | Mejor coreografía                     | Rob Marshall                      | Nominado  |
| 1998 | Drama Desk Award                     | Mejores orquestaciones                | Michael Gibson                    | Nominado  |
| 1998 | Drama Desk Award                     | Mejor diseño de escenografía          | Robert Brill                      | Nominado  |
| 1998 | Drama Desk Award                     | Mejor diseño de vestuario             | William Ivey Long                 | Nominado  |
| 1998 | Drama Desk Award                     | Mejor diseño de iluminación           | Peggy Eisenhauer, Mike Baldassari | Nominados |
| 1998 | Drama League Award                   | Mejor revival de un musical           | Mejor revival de un musical       | Ganador   |
| 1998 | New York Drama Critics' Circle Award | Mención especial                      | Mención especial                  | Ganador   |
| 1998 | Outer Critics Circle Award           | Mejor revival de un musical           | Mejor revival de un musical       | Ganador   |
| 1998 | Outer Critics Circle Award           | Mejor actor en un musical             | Alan Cumming                      | Ganador   |
| 1998 | Outer Critics Circle Award           | Mejor actriz en un musical            | Natasha Richardson                | Ganadora  |
| 1998 | Outer Critics Circle Award           | Mejor actor de reparto en un musical  | Ron Rifkin                        | Nominado  |
| 1998 | Outer Critics Circle Award           | Mejor actriz de reparto en un musical | Michele Pawk                      | Nominada  |
| 1998 | Outer Critics Circle Award           | Mejor coreografía                     | Rob Marshall                      | Nominado  |
| 1998 | Outer Critics Circle Award           | Mejor diseño de vestuario             | William Ivey Long                 | Nominado  |
| 1998 | Outer Critics Circle Award           | Mejor dirección en un musical         | Sam Mendes, Rob Marshall          | Nominados |
| 1998 | Outer Critics Circle Award           | Mejor diseño de iluminación           | Peggy Eisenhauer, Mike Baldassari | Nominados |
| 1998 | Theatre World Award                  | Mejor debut en Broadway               | Alan Cumming                      | Ganador   |

### Producción española de 2003
| Año  | Premio                    | Categoría                          | Nominado         | Resultado |
| ---- | ------------------------- | ---------------------------------- | ---------------- | --------- |
| 2007 | Premio del Teatro Musical |                                    |                  |           |
| 2007 | Premio del Teatro Musical | Mejor musical                      | Mejor musical    | Nominado  |
| 2007 | Premio del Teatro Musical | Mejor dirección musical            | Marcos Cruz      | Ganador   |
| 2007 | Premio del Teatro Musical | Mejor cover o alternante femenina  | María Blanco     | Ganadora  |
| 2007 | Premio del Teatro Musical | Mejor cover o alternante masculino | Javier Arroyo    | Nominado  |
| 2008 | Premio del Teatro Musical | Mejor dirección de escena          | B.T. McNicholl   | Nominado  |
| 2008 | Premio del Teatro Musical | Mejor escenografía                 | Alberto Negrín   | Nominado  |
| 2008 | Premio del Teatro Musical | Mejor diseño de iluminación        | Ariel del Mastro | Ganador   |
| 2008 | Premio del Teatro Musical | Mejor diseño de sonido             | Gastón Briski    | Nominado  |
| 2008 | Premio del Teatro Musical | Mejor actriz principal             | Marta Ribera     | Ganadora  |

### Producción del West End de 2006
| Año  | Premio        | Categoría                                 | Nominado                    | Resultado |
| ---- | ------------- | ----------------------------------------- | --------------------------- | --------- |
| 2007 | Olivier Award | Mejor revival de un musical               | Mejor revival de un musical | Nominado  |
| 2007 | Olivier Award | Mejor intérprete de reparto en un musical | Sheila Hancock              | Ganadora  |
| 2007 | Olivier Award | Mejor coreografía                         | Javier de Frutos            | Ganador   |

### Producción del West End de 2012
| Año  | Premio        | Categoría                                 | Nominado                    | Resultado |
| ---- | ------------- | ----------------------------------------- | --------------------------- | --------- |
| 2013 | Olivier Award | Mejor revival de un musical               | Mejor revival de un musical | Nominado  |
| 2013 | Olivier Award | Mejor actor en un musical                 | Will Young                  | Nominado  |
| 2013 | Olivier Award | Mejor intérprete de reparto en un musical | Siân Phillips               | Nominada  |

### Producción de Broadway de 2014
| Año  | Premio                       | Categoría                                       | Nominado                    | Resultado |
| ---- | ---------------------------- | ----------------------------------------------- | --------------------------- | --------- |
| 2014 | Tony Award                   | Mejor actor de reparto en un musical            | Danny Burstein              | Nominado  |
| 2014 | Tony Award                   | Mejor actriz de reparto en un musical           | Linda Emond                 | Nominada  |
| 2014 | Drama Desk Award             | Mejor actor de reparto en un musical            | Danny Burstein              | Nominado  |
| 2014 | Outer Critics Circle Award   | Mejor revival de un musical                     | Mejor revival de un musical | Nominado  |
| 2014 | Outer Critics Circle Award   | Mejor actriz en un musical                      | Michelle Williams           | Nominada  |
| 2014 | Outer Critics Circle Award   | Mejor actor de reparto en un musical            | Danny Burstein              | Nominado  |
| 2014 | Fred and Adele Astaire Award | Mejor coreografía en un espectáculo de Broadway | Rob Marshall                | Nominado  |
| 2014 | Fred and Adele Astaire Award | Mejor bailarina en un espectáculo de Broadway   | Gayle Rankin                | Nominada  |

### Producción española de 2015
| Año  | Premio                    | Categoría                     | Nominado                        | Resultado |
| ---- | ------------------------- | ----------------------------- | ------------------------------- | --------- |
| 2016 | Premio del Teatro Musical | Mejor musical                 | Mejor musical                   | Ganador   |
| 2016 | Premio del Teatro Musical | Mejor dirección de escena     | Jaime Azpilicueta               | Ganador   |
| 2016 | Premio del Teatro Musical | Mejor coreografía             | Federico Barrios                | Nominado  |
| 2016 | Premio del Teatro Musical | Mejor escenografía            | Ricardo Sánchez Cuerda          | Ganador   |
| 2016 | Premio del Teatro Musical | Mejor diseño de iluminación   | Juanjo Llorens                  | Ganador   |
| 2016 | Premio del Teatro Musical | Mejor diseño de sonido        | Gastón Briski                   | Ganador   |
| 2016 | Premio del Teatro Musical | Mejor maquillaje y peluquería | Antonio Belart, Laura Rodríguez | Nominados |
| 2016 | Premio del Teatro Musical | Mejor figurinista             | Antonio Belart                  | Ganador   |
| 2016 | Premio del Teatro Musical | Mejor actor protagonista      | Daniel Muriel                   | Nominado  |
| 2016 | Premio del Teatro Musical | Mejor actriz de reparto       | Marta Ribera                    | Ganadora  |
| 2016 | Premio del Teatro Musical | Mejor actor de reparto        | Enrique R. del Portal           | Nominado  |
| 2016 | Premio del Teatro Musical | Actriz revelación             | Cristina Castaño                | Ganadora  |
| 2016 | Premio del Teatro Musical | Actor revelación              | Edu Soto                        | Nominado  |
| 2017 | Premio del Teatro Musical | Actriz actriz protagonista    | María Adamuz                    | Ganadora  |
| 2017 | Premio del Teatro Musical | Mejor actriz de reparto       | Amparo Saizar                   | Nominada  |

### Producción del West End de 2021
| Año  | Premio                        | Categoría                             | Nominado                    | Resultado |
| ---- | ----------------------------- | ------------------------------------- | --------------------------- | --------- |
| 2022 | Olivier Award                 | Mejor revival de un musical           | Mejor revival de un musical | Ganador   |
| 2022 | Olivier Award                 | Mejor actor en un musical             | Eddie Redmayne              | Ganador   |
| 2022 | Olivier Award                 | Mejor actriz en un musical            | Jessie Buckley              | Ganadora  |
| 2022 | Olivier Award                 | Mejor actriz de reparto en un musical | Liza Sadovy                 | Ganadora  |
| 2022 | Olivier Award                 | Mejor actor de reparto en un musical  | Elliot Levey                | Ganador   |
| 2022 | Olivier Award                 | Mejor dirección                       | Rebecca Frecknall           | Ganadora  |
| 2022 | Olivier Award                 | Mejor diseño de vestuario             | Tom Scutt                   | Nominado  |
| 2022 | Olivier Award                 | Mejor diseño de escenografía          | Tom Scutt                   | Nominado  |
| 2022 | Olivier Award                 | Mejor diseño de sonido                | Nick Lidster                | Ganador   |
| 2022 | Olivier Award                 | Mejor coreografía                     | Julia Cheng                 | Nominada  |
| 2022 | Olivier Award                 | Mejor diseño de iluminación           | Isabella Byrd               | Nominada  |
| 2022 | Critics' Circle Theatre Award | Mejor dirección                       | Rebecca Frecknall           | Ganadora  |
| 2022 | Critics' Circle Theatre Award | Mejor diseño                          | Tom Scutt                   | Ganador   |
| 2022 | Critics' Circle Theatre Award | Mejor actriz                          | Jessie Buckley              | Ganadora  |

### Producción de Broadway de 2024
| Año  | Premio                     | Categoría                                             | Nominado                                     | Resultado |
| ---- | -------------------------- | ----------------------------------------------------- | -------------------------------------------- | --------- |
| 2024 | Tony Award                 | Mejor revival de un musical                           | Mejor revival de un musical                  | Nominado  |
| 2024 | Tony Award                 | Mejor actor principal en un musical                   | Eddie Redmayne                               | Nominado  |
| 2024 | Tony Award                 | Mejor actriz principal en un musical                  | Gayle Rankin                                 | Nominada  |
| 2024 | Tony Award                 | Mejor actor de reparto en un musical                  | Steven Skybell                               | Nominado  |
| 2024 | Tony Award                 | Mejor actriz de reparto en un musical                 | Bebe Neuwirth                                | Nominada  |
| 2024 | Tony Award                 | Mejor diseño de escenografía en un musical            | Tom Scutt                                    | Ganador   |
| 2024 | Tony Award                 | Mejor diseño de vestuario en un musical               | Tom Scutt                                    | Nominado  |
| 2024 | Tony Award                 | Mejor diseño de iluminación en un musical             | Isabella Byrd                                | Nominada  |
| 2024 | Tony Award                 | Mejor diseño de sonido en un musical                  | Nick Lidster                                 | Nominado  |
| 2024 | Drama Desk Award           | Mejor revival de un musical                           | Mejor revival de un musical                  | Nominado  |
| 2024 | Drama Desk Award           | Mejor intérprete principal en un musical              | Gayle Rankin                                 | Nominada  |
| 2024 | Drama Desk Award           | Mejor intérprete de reparto en un musical             | Bebe Neuwirth                                | Ganadora  |
| 2024 | Drama Desk Award           | Mejor dirección en un musical                         | Rebecca Frecknall                            | Nominada  |
| 2024 | Drama Desk Award           | Mejor diseño de sonido                                | Nick Lidster                                 | Ganador   |
| 2024 | Outer Critics Circle Award | Mejor revival de un musical                           | Mejor revival de un musical                  | Nominado  |
| 2024 | Outer Critics Circle Award | Mejor intérprete de reparto en un musical             | Bebe Neuwirth                                | Nominada  |
| 2024 | Chita Rivera Awards        | Mejor coreografía en un espectáculo de Broadway       | Julia Cheng                                  | Nominada  |
| 2024 | Chita Rivera Awards        | Mejor ensamble en un espectáculo de Broadway          | Mejor ensamble en un espectáculo de Broadway | Nominado  |
| 2024 | Drama League Award         | Mejor revival de un musical                           | Mejor revival de un musical                  | Nominado  |
| 2024 | Drama League Award         | Mejor intérprete                                      | Eddie Redmayne                               | Nominado  |
| 2024 | Drama League Award         | Mejor intérprete                                      | Gayle Rankin                                 | Nominada  |
| 2024 | Drama League Award         | Mejor dirección en un musical                         | Rebecca Frecknall                            | Nominada  |
| 2024 | Dorian Theater Award       | Mejor revival de un musical de Broadway               | Mejor revival de un musical de Broadway      | Nominado  |
| 2024 | Dorian Theater Award       | Mejor intérprete principal en un musical de Broadway  | Eddie Redmayne                               | Nominado  |
| 2024 | Dorian Theater Award       | Mejor intérprete de reparto en un musical de Broadway | Bebe Neuwirth                                | Nominada  |
| 2024 | Dorian Theater Award       | Mejor producción LGBTQ de Broadway                    | Mejor producción LGBTQ de Broadway           | Nominado  |